# Леванто
Лева́нто (итал. и лиг. Levanto) — коммуна в Италии, в регионе Лигурия, подчиняется административному центру Специя.
Население составляет 5616 человек (2008 г.), плотность населения — 148 чел./км². Занимает площадь 38 км². Почтовый индекс — 19015. Телефонный код — 0187.
Покровителем коммуны почитается святой апостол Андрей Первозванный, празднование 30 ноября.

## Демография
Динамика населения:

## Администрация коммуны
- Официальный сайт: http://www.comune.levanto.sp.it